# FactCheck.org
Ne doit pas être confondu avec Fact checking.

FactCheck.org est un site internet d'information américain spécialisé dans la vérification des faits.

## Histoire
FactCheck.org est créé par le journaliste Brooks Jackson en décembre 2003 lorsqu'il rejoint l'Annenberg Public Policy Center de l'Université de Pennsylvanie. Depuis les élections américaines de 1992, il se spécialisait dans le fact checking et le adchecking.
Durant la campagne présidentielle américaine de 2004, Dick Cheney encourage, lors d'un débat, à se rendre sur FactCheck.org pour prouver qu'il n'a pas réalisé de profits de guerre en Irak, ce qui accélère la montée en puissance du site. Il se trompe par ailleurs sur l'extension du nom de domaine, mentionnant Factcheck.com, un nom de domaine récupéré dans la foulée pour créer un site anti-Bush,.
En 2007, le site lance Ask FactCheck qui permet à ses visiteurs de solliciter les factcheckers sur des sujets spécifiques. En 2008, le site attire entre 20K et 30K visites par jour, et ses billets sont republiés sur Newsweek. En 2009, le site lance FactCheck Wire pour accélérer son débit éditorial. Le site accepte les donations des particuliers depuis avril 2010.
En décembre 2016, FactCheck.org s'associe à Facebook pour amplifier les efforts anti-fake news opérés par le réseau social sur sa plateforme.

## Activités
FactCheck.org se présente comme un site non partisan et à but non lucratif, au service des électeurs et des consommateurs, qui souhaitent mettre fin à la confusion qui règne dans la politique américaine. L'Annenberg Public Policy Center de l'Université de Pennsylvanie lui apporte environ 90 % de son budget annuel d'environ un million de dollars. Le reste est apporté par des donations de particuliers. De 2004 à 2017, l'Annenberg Public Policy Center a financé FactCheck.org à hauteur de $87 millions[Information douteuse].

## Prix et récompenses
- 2010 : Webby Awards catégorie politique[8]